# Lothar Weise (Politiker)
Lothar Weise (* 28. November 1936 in Berlin) ist ein deutscher Politiker (CDU).
Nach dem Besuch des praktischen Zweigs der Oberschule in Spandau ließ sich Weise zum Destillateur ausbilden. Nachdem er 1955 durch die Handwerkskammer zu Berlin freigesprochen wurde, übte er den erlernten Beruf drei Jahre lang im Betrieb seiner Eltern aus. Nach einigen Jahren als Reisender wechselte er innerhalb des elterlichen Betriebes in die Funktion des Verkaufsleiters mit Prokura. 1969 begann er als selbständiger Versicherungskaufmann zu arbeiten und stand bei der Allianz unter Vertrag. 1972 gründete er den Freundeskreis der Wald-Oberschule, den er von 1980 bis 1984 als Vorsitzender leitete.
1984 trat Weise in die CDU ein. Innerhalb des Ortsverbandes Rathaus hatte er Funktionen als Beisitzer, Schatzmeister und stellvertretender Vorsitzender inne, bis die Ortsverbände Rathaus und Lietzensee 1995 zum neuen Ortsverband Schloss vereinigt wurden. Ende 1998 übernahm er im neuen Ortsverband das Amt des stellvertretenden Vorsitzenden, ferner gehörte er dem Kreisvorstand an und war Delegierter der Kreis- und Landesparteitage sowie Mitglied der Berliner MIT, wo er ebenfalls in verschiedenen Funktionen tätig war. Von 1992 bis 1995 gehörte er der Bezirksverordnetenversammlung in Charlottenburg an, wo er zuletzt als stellvertretender Vorsitzender seiner Fraktion amtierte. 1995 wechselte er in das Abgeordnetenhaus von Berlin. 1999 wurde er im Wahlkreis Charlottenburg 4 direkt gewählt. Nach den Wahlen 2001 schied er aus dem Parlament aus.